# Zwarcie krtaniowe
Zwarcie krtaniowe – w fonetyce określenie bezdźwięcznej zwartej spółgłoski krtaniowej. Dźwięk powstaje poprzez zwarcie i rozwarcie strun głosowych (więzadła głosowe) w krtani. Zwarcie utworzone przez struny głosowe zatrzymuje przepływ strumienia wydychanego powietrza. Powietrze jest jednak dalej „tłoczone” przez płuca, więc jego ciśnienie poniżej strun głosowych wzrasta. Po rozwarciu strun głosowych, sprężone powietrze uwalnia się gwałtownie, czemu towarzyszy plozja, tj. charakterystyczny „wybuchowy” dźwięk. W trakcie zwarcia struny głosowe nie mogą drgać, dlatego spółgłoska ta nie ma dźwięcznego odpowiednika.
W alfabecie fonetycznym IPA zwarcie krtaniowe jest oznaczane symbolem [ʔ].
W wielu językach głoska ta nie ma statusu fonemu i pojawia się w nagłosie przed samogłoską, stąd bywa nazywana wstępnym zwarciem krtaniowym. Taka sytuacja występuje w języku polskim, w którym na początku wyrazów przed samogłoską słychać wstępne zwarcie krtaniowe, zwłaszcza gdy wyrazy takie wymawiane są dobitnie (np. wyraźnie zaprzeczenie wyrażone poprzez nie-e, właśnie między pierwszym a drugim e występuje zwarcie krtaniowe), w izolacji lub po pauzie, np. w wyrazach on, ale. Rzadziej wymawiane jest w środku wyrazu, najczęściej na początku morfemu po innej samogłosce, np. u-iścić, za-awansowany, prze-intelektualizowany (granicę morfemów oznaczona dywizem, w wymowie ze zwarciem słychać jakby krótką pauzę). Wprowadzanie zwarcia w innych pozycjach między samogłoskami w wyrazach obcego pochodzenia np. boa, teatr itp. uznawane jest za niepoprawne.
Podobna sytuacja występuje w języku niemieckim, gdzie zwarcie krtaniowe wymawia się przed samogłoską akcentowaną w nagłosie morfemu (jest to tzw. Knacklaut).
W niektórych dialektach języka angielskiego zwarcie krtaniowe zastępuje inne spółgłoski zwarte, np. fonem /t/ w cockneyu i Estuary English. Inne przykłady języków używających fonemicznego zwarcia krtaniowego to arabski, hebrajski, maltański, czeczeński, inguski, hawajski, samoański, tahitański, klallam czy nahuatl.

## Przykłady
- w języku angielskim (RP[1] oraz GA): button [ˈbɐʔn̩] „przycisk”
- w języku arabskim: ﺫﺌﺐ [ðiʔb] „wilk”
- w języku czeczeńskim: кхоъ / qo' [qoʔ] „trzy”
- w języku hawajskim: Hawaiʻi [havaiʔi] „Hawaje”
- w języku maltańskim: qattus [ˈʔattus] „kot”
- w języku niemieckim: Beamter [bəˈʔamtɐ] „urzędnik”
- w języku pirahã: baíxi [màíʔì] „rodzic”
- w języku na’vi: Na’vi „lud”
- w języku nawaho: ła' [ɬaʔ] „trochę"